# Cmentarz Najświętszej Marii Panny w Toruniu

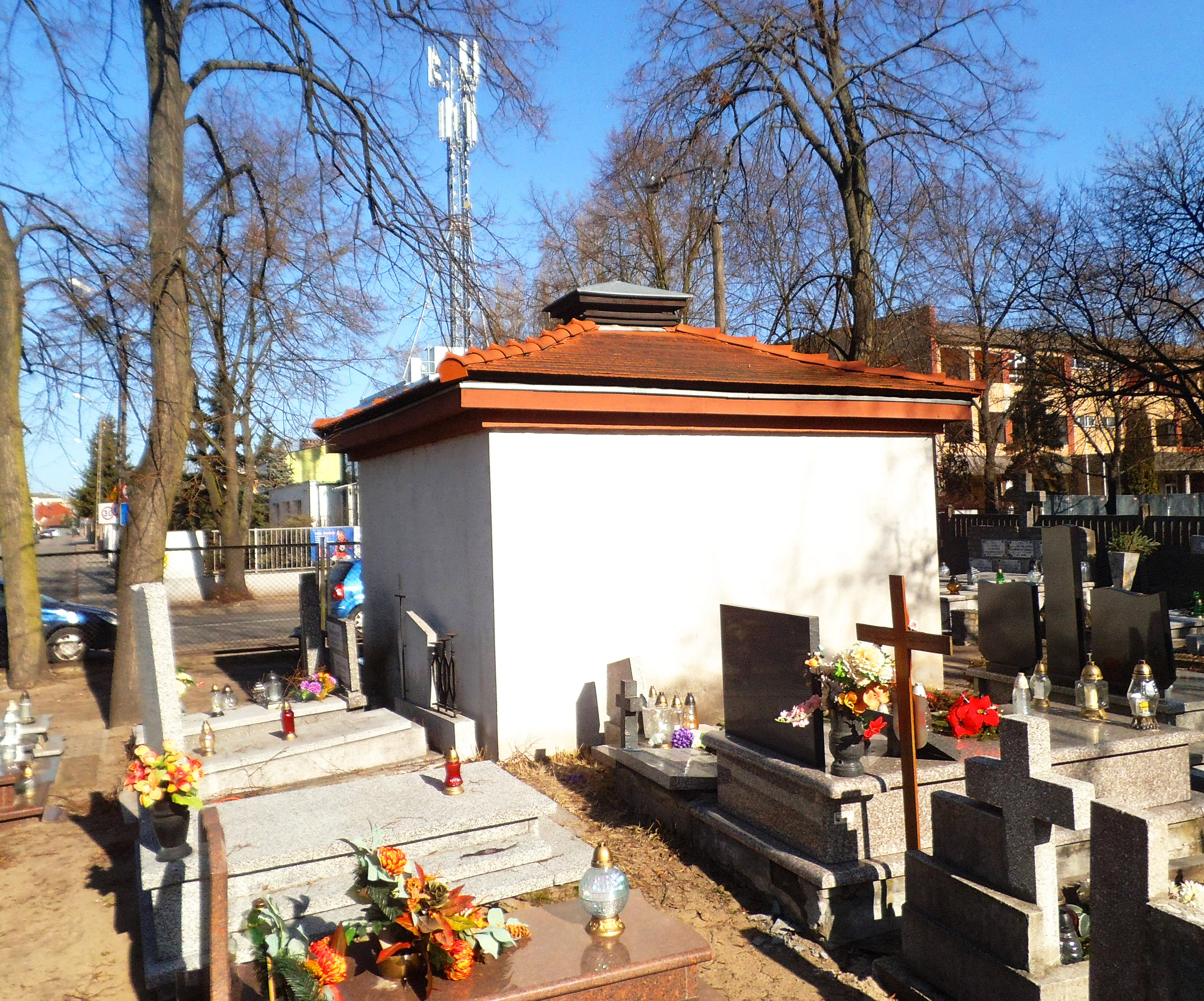
Dawna kostnica, obecnie budynek gospodarczy

Cmentarz Najświętszej Marii Panny w Toruniu – cmentarz katolicki, należący do parafii Wniebowzięcia NMP w Toruniu, założony w 1919 roku.

## Historia
Teren został zakupiony w 1918 roku, zagospodarowany w roku następnym. Pierwszy pogrzeb odbył się 1 września 1919 roku. Cmentarz pierwotnie był szczególnie przeznaczony dla katolików z Chełmińskiego Przedmieścia i Bielan, gdzie w 1950 roku powstała nowa parafia św. Józefa, prowadzona przez redemptorystów. Działka ma kształt trapezoidalny i jest przecięta przez dwie główne aleje, wyznaczone w części środkowej i zachodniej (zapewne analogiczna południkowa aleja w części wschodniej nie została zrealizowana) i kilku alejek poprzecznych, przecinających je pod kątem prostym. Obszar nekropolii wynosi ok. 4,5 ha. Ze względu na stopień wykorzystania powierzchni grzebalnej, nowe pochówki dokonywane są w ograniczonym zakresie.

## Drzewostan
Spośród stosunkowo zróżnicowanych gatunków drzew i krzewów jako szczególnie interesujące wymienia się świerk sitkajski, klon jesionolistny, bukszpan wieczniezielony, wiąz płaczący, jesion płaczący, sumak octowiec i mąkinię.

## Pochowani na cmentarzu
- Feliks Bobowski (1873-1936) – działacz społeczno-kulturalny
- Władysław Bojarski (1931-2000) – prawnik, profesor UMK i Uniwersytetu im. Adama Mickiewicza w Poznaniu[1]
- Zbigniew Brochwicz (1924-1992) – konserwator zabytków, profesor UMK[2]
- Stanisław Ludwik Celichowski (1886-1935) – inżynier, działacz społeczny i gospodarczy[potrzebny przypis]
- Józef Chełmiński (1899-1938) – dziennikarz, działacz Narodowej Partii Robotniczej, więzień polityczny II RP
- Stefan Czaja (1943-2003) – historyk-archiwista, bibliotekarz, dyrektor Biblioteki UMK[3]
- Stanisław Czapiewski (1921-2002) – leśnik, wicedyrektor Okręgowego Zarządu Lasów Państwowych, prezes zarządu LOP w Toruniu[4]
- Jan Drzewiecki (wojskowy) (1898-1942) – kapitan, dziennikarz, zamordowany przez hitlerowców
- Bogdan Durmowicz (1894-1981) – działacz „Sokoła”, długoletni urzędnik wojskowy
- Stanisław Mieczysław Gawiński (1904-2000) – major, doktor wszech nauk medycznych, ginekolog, onkolog, ordynator w szpitalu wojskowym i miejskim[5]
- Paweł Goga (1900-1971) – ksiądz, kanonik, długoletni proboszcz parafii Chrystusa Króla na Mokrem, działacz społeczny
- Alojzy Grodkowski (1919-2000) – ksiądz, kanonik, proboszcz w Gronowie i Dobrczu[6]
- Antoni Jaworowicz (1857-1939) – lekarz, działacz narodowy w Rybniku
- Stanisław Jóźwicki (1946-2009) – działacz sportowy
- Edward Karniej (1890-1942) – malarz i scenograf wileńsko-toruński[potrzebny przypis]
- Teofil Kosiński (1925–2003) – więziony przez hitlerowców z mocy paragrafu 175. Bohater książki "Cholernie mocna miłość. Prawdziwa historia Stefana K. i Williego G."
- Juliusz Koszałka (1888-1969) – porucznik, członek dowództwa Tajnej Organizacji Wojskowej „Gryf Pomorski”
- Janusz Kryszak (1945-2019) – historyk literatury, profesor Uniwersytetu Mikołaja Kopernika, poeta
- Anna Krzewińska (1927-2000) – historyk literatury staropolskiej, profesor UMK
- Feliks Franciszek Lambert (1891-1940) – podpułkownik, zastępca szefa Wojskowego Sądu Okręgowego w Toruniu, zamordowany przez NKWD w Starobielsku (mogiła symboliczna)
- Stefan Myszka (1908-1987) – długoletni ordynator oddziału chirurgicznego w Szpitalu Miejskim
- Wanda Ostaszewska (1909-1994) – łączniczka wywiadu AK
- Feliks Pawlikowski (1890-1927) – powstaniec wielkopolski i obrońca Lwowa, naczelnik Kasy Skarbowej, wiceprezes Towarzystwa Powstańców i Wojaków „Straż”[potrzebny przypis]
- Maria Pawłowska (1942-1987)- historyk sztuki, kustosz Działu Militariów Muzeum Okręgowego[7]
- Marian Pączek (1884-1933) – ksiądz, proboszcz parafii NMP, filomata pomorski, propagator skautingu, działacz społeczny[8]
- Tadeusz Pelc (1924-2008) – aktor Teatru im. Wilama Horzycy
- Mirosław Piotrowski (grafik) (1942-2002) – profesor UMK
- Zbigniew Raniszewski (1927-1956) – żużlowiec
- Marian Rejewski (biolog) (1937-2012) – profesor UMK[9]
- Józef Rembecki (1928-2004) – piłkarz, zawodnik „Zawiszy” Bydgoszcz[10]
- Marian Rose (1933-1970) – żużlowiec
- Jerzy Serczyk (1927-2006) – historyk, profesor Uniwersytetu Mikołaja Kopernika
- Kalina Skłodowska-Antonowicz (1923-2003) – kustosz Muzeum Etnograficznego i Muzeum Okręgowego w Toruniu, żołnierz AK na Żmudzi
- Jarosław Sługocki (1954-2009) – matematyk, toruński antykwariusz i handlowiec[11]
- Jan Smoliński (1934-1995) – astrofizyk, profesor UMK[12]
- Sylwan Teodor Stankiewicz (1895-1969) – członek POW, oficer Wojska Polskiego, komendant obwodu AK Toruń-miasto i p.o. komendanta Inspektoratu AK Toruń, więzień polityczny w czasach PRL[13]
- Jakub Sulecki (1862-1941) – działacz narodowy i społeczny, aktywista „Sokoła”, zamordowany w Stutthofie (mogiła symboliczna)
- Mieczysław Szpakiewicz (1890-1945) – aktor, reżyser, dyrektor teatrów w Toruniu, Poznaniu i Wilnie[14]
- Jan Tesarz (1935-2020) – aktor filmowy i teatralny
- Wacław Wytyk (1901-1974) – powstaniec wielkopolski, polonista, dziennikarz toruński i bydgoski[15]
- Jan Wojciech Zabłocki (1894-1978) – botanik, profesor UMK[potrzebny przypis]
- Leszek Zaleski (1936–2022) – nauczyciel, astronom, działacz opozycji demokratycznej w PRL[16]
- Krystyna Zielińska-Melkowska (1935-2001) – historyk, profesor UMK
- Stanisław Zmyślony (1903-1970) – doktor wszech nauk lekarskich, lekarz partyzantów Armii Krajowej
- Żołnierze Armii Czerwonej, polegli w walkach z Wehrmachtem o Toruń w 1945 roku